# Heinrich Mölling
Heinrich Johannes Georg Mölling (* 27. August 1825 in Lensahn, Herzogtum Holstein; † 10. April 1888 in Neumünster) war ein deutscher Politiker und erster Oberbürgermeister von Kiel.

## Ausbildung
Heinrich Mölling war der Sohn des großherzoglich-oldenburgischen Politikers Georg Friedrich Mölling (1796–1878) und dessen Ehefrau Dorothea Christine Elisabeth Mölling, geb. Bode (1799–1832). Er studierte ab 1845 Rechtswissenschaft an den Universitäten von Heidelberg und Bonn, bis er sein Studium ab 1847 in Kiel fortsetzte. Nach Ausbruch des Schleswig-Holsteinischen Krieges diente er im Frühjahr 1848 als Freiwilliger im zweiten schleswig-holsteinischen Jägerkorps. Nach einem einjährigen Studienaufenthalt in Göttingen schloss Mölling 1850 sein Jurastudium an der Christian-Albrechts-Universität zu Kiel mit dem Amtsexamen ab. Während seines Studiums wurde er 1846 Mitglied der Alten Bonner Burschenschaft / Allgemeinheit.

## Berufliche Karriere
Nach Abschluss des Studiums bekam Mölling seine erste Anstellung als Sekretär in der Drostei Pinneberg, die er allerdings bereits im Juli 1850 verließ, um erneut bei seiner Einheit im Krieg zu dienen. 1854 bekam er die Funktion eines Kanzleiangestellten im Ministerium der Herzogtümer Holstein und Lauenburg in Kopenhagen. Bereits ein Jahr später schaffte er den Aufstieg zum Chef des Kontors für kommunale Angelegenheiten und war unter anderem zuständig für Handel und Gewerbe. Bereits seit März 1857 war er nebenher in der kommissarischen Verwaltung des Bürgermeisteramtes der Stadt Segeberg beschäftigt. Im Frühjahr 1859 schaffte Mölling einen weiteren beruflichen Aufstieg und wurde Magistratsmitglied in Altona (heute Hamburg-Altona). Ab 1864 wurde mit dem Amt des Eisenbahnkommissars für Holstein in Altona betraut. Nach dem Ende des Deutschen Krieges wurde Heinrich Mölling im Januar 1867 durch die Preußische Regierung zum Bürgermeister von Kiel ernannt. Aufgrund einer neuen Gemeindeordnung wurden ab April 1869 alle Magistratsmitglieder durch das Volk gewählt. Im Zuge dessen stellte sich Mölling für das Amt des Bürgermeisters zur Verfügung, wofür er 1870 für 12 Jahre gewählt wurde. 1882 wurde Mölling wiedergewählt, starb allerdings vor Ablauf seiner Amtszeit während einer Dienstreise in Neumünster. Er wurde in einem Ehrengrab auf dem Südfriedhof der Stadt Kiel beigesetzt.

## Wirken als Bürgermeister
In der Amtszeit von Heinrich Mölling kam es in Kiel zu einer Verdreifachung der Bevölkerungszahl, was nicht zuletzt durch die Eingemeindung von Brunswik erreicht wurde. Ein besonderes Anliegen Möllings war der Hafenausbau, bei dem unter anderem eine neue Kaianlage sowie eine Eisenbahnverbindung zur Norddeutschen Schiffbaugesellschaft in Gaarden gebaut wurde. Weiters konnte durch die Anstrengung von Heinrich Mölling die kaiserliche Werft in Ellerbek gebaut werden, womit das Entstehen einer Industrielandschaft am bis dahin ländlich geprägten Ostufer der Förde verbunden war. Durch all diese Maßnahmen schaffte Kiel den Aufstieg von der provinziellen Hafenstadt zur Großstadt mit Reichskriegshafen.

## Ehrungen
- 1868: Verleihung des Roten Adlerordens 4. Klasse
- 1875: Verleihung des Titels Oberbürgermeister durch Kaiser Wilhelm I.
- 1879: Berufung ins Preußische Herrenhaus auf Lebenszeit
- 1881: Verleihung des Roten Adlerordens 3. Klasse
- 1889: Eine Straße in Kiel wurde ihm zu Ehren „Möllingstraße“ benannt